# Katsu Kaishū
Katsu Kaishū (japonès: 勝海舟)  (Ryōgoku, 12 de març de 1823 - Akasaka-ku, 19 de gener de 1899) va ser un polític japonès i enginyer naval que visqué entre finals del Shogunat Tokugawa fins a principis de l'era Meiji.

## Biografia

### Infància i adolescència
Katsu neix al barri de Ryōgoku, a Edo, l'actual Tòquio, el 12 de març de 1823 com a fill d'un servent del Shogun Tokugawa. El seu pare, Katsu Kokichi, era el cap de família i un samurai de baix rang que va dedicar la seva vida a l'oci, i els pocs ingressos que generava, eren: els estipendis de les terres, un negoci d'espases, treballs com a guàrdia de seguretat i concedir préstecs amb interessos molt alts, una acció considerada indigna per la classe guerrera. Quan Katsu Kaishū (en aquells temps encara es deia Rintarō) va fer 15 anys, el pare es va veure obligat a abdicar el lideratge de la família, i va continuar amb les seves «aventures».
De jove Katsu Kaishū, va estudiar neerlandès (fet que li va permetre que quan Japó va entrar en contacte amb potències europees ell fes de traductor) i ciències militars europees. Gràcies a aquests estudis, el jove va poder entrar a l'Acadèmia Naval de Nagasaki, una institució militar administrada pels neerladesos que es va crear amb l'arribada del Matthew Perry a Japó. L'organització era única a Japó: disposaven de tres vaixells de vapor i es va habilitar una nau per a poder reparar-les. També era singular perquè l'admissió a l'Acadèmia no estava només reservada a samurais de clans afins al govern, sinó també a faccions hostils cap al règim Shogunat Tokugawa. Katsu hi va destacar i quan es va graduar es va encarregar dels entrenaments, des del 1855 fins al 1859. No obstant l'acadèmia va tancar perquè els neerlandesos van ser acusats per les potències europees d'estar ajudant els japonesos, i, a més, el govern japonès no sabia si admetre o no a les famílies no lleials al Shogunat Tokugawa.

### Servei militar
El 1860 li donen el comandament de la nau Kanrin-maru, una goleta de tres pals, i amb l'assistència del tinent oficial naval dels Estats Units, John M. Brooke, va escortar la primera delegació japonesa fins a San Francisco. Va ser la primera sortida del país autoritzada en tota la història pel Shogunat Tokugawa. La delegació japonesa anava a bord del vaixell de vapor nord-americà Powhatan per acordar el primer tractat comercial de Japó. Aquest viatge va ajudar a Katsu per deixar veure les qualitats que havia adquirit durant el seu aprenentatge.
Després del viatge, Katsu, es queda a San Francisco al voltant de dos mesos, allà observarà la societat, cultura i tecnologia americana. El contrast de la societat feudal japonesa, on naixies en una casta concreta i no en podies sortir, i la societat americana més democràtica. Aquest va acabar de ser l'estímul que el va impulsar a intentar modernitzar, democratitzar i canviar la arcaica societat japonesa.
El 1862, Katsu, va ser nomenat ministre de la Marina Tokugawa, i es proposa reformar la institució. El 1863 estableix la seva escola naval a Kobe, amb instructors professionals i equipament modern. A més a més, és una escola que admeten qualsevol persona que tingui talent, una norma que li portarà problemes posteriorment. L'escola estava molt modernitzada, així que era un oasi pels progressistes, però durant aquells anys creix un moviment entre els japonesos anti-estrangers amb el conegut " Reverencia l'emperador, expulsa els bàrbars ", per culpa d'aquest moviment, els europeus, que ja eren molt racistes, encara ho eren més, fet que generava molts incidents diplomàtics. El seu pensament li va portar molts enemics, fins que un dia va arribar a la seva porta el samurai Sakamato Ryouma, preparat per assassinar-lo, Katsu, en comptes de lluitar, li va explicar la importància de la modernització i el perquè s'havia d'adquirir cert poder militar per no permetre que Japó es convertís en una colònia. Sakamoto, queda tan meravellat que li demana de ser el seu deixeble. Aquell any també va ser l'encarregat de negociar la pau amb un senyor feudal que s'havia revoltat. L'any següent és ascendit a comissionat de la marina, i se li atorga el títol de Awa-no-Kami, o Protector de la Provínicia d'Awa.
L'octubre de 1864, Katsu, és cridat a Edo, i és, destituït del seu càrrec, i posat sota arrest domiciliari per acceptar enemics del Shogun a la seva acadèmia. A causa d'això se li clausura l'acadèmia i es redueix el seu quantiós estipendi al mínim per poder viure.

### Conflictes
El 1866, les forces del shogun van patir una sèrie de derrotes a mans de l'exèrcit revolucionari de Choshu. Kaishu va ser posteriorment reintegrat al seu càrrec anterior per Tokugawa Yoshinobu, cap de la Casa Tokugawa, que el pròxim desembre es convertiria en el quinzè i últim shogun Tokugawa. Tant Kaishu com Yoshinobu tenien una mala relació. Kaishu era un inconformista dins del govern, que havia trencat les normes compartint la seva experiència als "enemics" del shogunat; a part d'això, Kaishu, criticava obertament els seus col·legues menys talentosos per la seva incapacitat, també criticava que els seus amics no veiessin que els dies del govern Tokugawa estaven comptats. Així mateix també s'explica que, al Gran Saló del Castell d'Edo havia desafiat el càstig i  la mort aconsellant a l'aleshores shogun Tokugawa Iemochi que abdiqués. Però, tot i cometre tots aquests actes vistos com crims, es van veure obligats a demanar-li ajuda, atès que ell era l'únic home de tot Edo que gaudia del respecte i confiança dels revolucionaris.
L'agost del mateix any Katsu va ser enviat a l'Illa de Miyajima, a Hiroshima, per reunir-se amb els revolucionaris. Katsu sabia el greu perill que corria anant a veure els rebels com a representant del Shogun, però igualment va viatjar sol, sense guardaespatlles. Després de negociar la pau amb èxit, va dimitir del càrrec, a causa de les diferències amb el govern.
L'octubre de 1867, el Shogun Yoshinobu va anunciar la seva abdicació, i la restauració del poder a l'emperador. El gener de 1868 esclata una guerra civil a prop de Kyoto entre els opositors dels Tokugawa i les forces del nou govern imperial, que volien acabar per sempre amb els Tokugawa. Les forces imperials estaven comandades per Saigo Takamori, i eren molt inferiors en nombre, però tot i la inferioritat numèrica van ser capaços en tres dies, de subjugar l'exèrcit de l'antic Shogunat. Els nous líders del govern exigeixen a Yoshinobu que cometi el Seppuku, i també marquen el dia 15 de març com el dia en el que entrarien totes les tropes de les forces imperials a Edo, que eren 50000, i sometrien tota la ciutat.
A Katsu, la idea d'una guerra civil el preocupava molt, ja que serien blanc fàcil per a que les potències estrangeres els ataquin, sotmetin i els convertissin en una colònia. Tot i que era simpatitzant a la causa anti-Tokugawa, va romandre fidel al Bakufu, durant la coneguda com Guerra Boshin. Es va veure obligat, per motius de fidelitat directe amb el Shogunat Tokugawa. El març del mateix any, Katsu era l'home més poderós d'Edo, amb una flota d'un total de 12 vaixells de guerra. Katsu estava disposat a lliurar una cruenta guerra civil contra Saigo.
Quan informen a Katsu que l'atac enemic és imminent, escriu una carta a Saigo, explicant-li que els servents dels Tokugawa són una part molt important dins la nova nació. A més d'això, explica que no han de lluitar entre ells, tan el nou govern com el vell han de cooperar per enfrontar l'amenaça real de colonització per part de l'estranger, els quals havien esperat expectants el seu moment durant els 15 anys d'incertesa que viu el Japó. Saigo, a canvi de la pau demana un seguit de condicions, entre les quals hi havia la rendició pacífica del Castell d'Edo, per evitar continuar la guerra i no acabar amb els Tokugawa. El dia abans de l'atac de les forces imperials a Edo, Katsu, es reuneix amb Saigo, i accepta les condicions. El 3 de maig, negocia la rendició del Castell d'Edo amb Saigo i l'Aliança Satcho. Gràcies a això, Katsu, salva les vides de milers de japonesos, i de les seves propietats, i evita la colonització de Japó.
Després de negociar la pau, Katsu, s'exilia al mateix lloc que Yoshinobu, a Shizuoka.

### Últims anys
Katsu torna breument al servei governamental com a viceministre de la Marina Imperial Japonesa el 1872, i primer ministre de la Marina des del 1873 fins al 1878. Katsu va trobar feina dins del nou Govern Meiji, va exercir d'assessor sènior sobre política nacional. Tot i que tenia un càrrec relativament important, el seu poder i influència en la nova Marina va ser mínim, ja que estava governada per un grup d'oficials de Satsuma. Durant les pròxime dues dècades, serveix al Consell Privat, i escriu sobre assumptes navals.
El 1887, el nomenen hakushaku (comte) en el nou sistema de noblesa kazoku.
Katsu també va registrar les seves memòries al llibre Hikawa Seiwa.
Katsu Kaishū mor el 19 de gener de 1899, als 75 anys per una hemorràgia cerebral.